# Гран-при Санта-Аны
Гран-при Санта-Аны (исп. Grand Prix de Santa Ana) — шоссейная однодневная велогонка, проходившая по территории Сальвадора с 2006 по 2008 год.

## История
Гонка была создана через два года после Вуэльты Сальвадора и сразу вошла Женский мировой шоссейный календарь UCI, в рамках которого просуществовала на протяжении всей своей истории.
Старт и финиш гонки располагались в городе Санта-Ана, а маршрут проходил в его окрестностях. Протяжённость дистанции составляла 94 км.
Проводилась одновременно с Вуэльтой Сальвадора и Вуэльтой Оксиденте.

## Призёры
| Год  | Победитель       | Второй           | Третий       |
| ---- | ---------------- | ---------------- | ------------ |
| 2006 | Оливия Голлан    | Лиза Рачетто     | Грейс Флёри  |
| 2007 | Татьяна Стяжкина | Эвелин Гарсиа    | Эдвиж Питель |
| 2008 | Марианна Вос     | Татьяна Стяжкина | Елена Андрук |